# Eduard Meyer
Eduard Meyer, född 25 januari 1855 i Hamburg, död 31 augusti 1930 i Berlin, historiker, professor i Breslau 1885, Halle an der Saale 1889, 1902-1927 i antikens historia i Berlin; bror till Kuno Meyer.

## Biografi
Meyers monumentalverk Geschichtes des Altertums (fem band, 1884-1902) var det banbrytande och grundläggande försöket att i stor stil och efter modern kritisk metod bearbeta och i en syntes sammanfatta Greklands och Främre Orientens forntidshistoria. De ledande synpunkterna är dels sammanhanget och växelspelet mellan Grekland och Orienten, dels statstankens och samfundsbildningens primat i det historiska skeendet. Jämsides med det stora verket tillkom Forschungen zur alten Geschichte (två band, 1892-1899), Die wirtschaftliche Entwicklung des Altertums (1895) och Theorie und Methodik der Geschichtsforschung (1902), som ger uttryck åt en materialistisk historieuppfattning - en ståndpunkt Meyer senare reviderade. 
Med Ägyptische Chronologie (1904) skapade Meyer den fasta grundvalen för egyptisk historieforskning. Viktiga bidrag till den romerska historien ingår i band 1 i Kleine Schriften (två band, 1910-1924). Därtill kommer det stora verket Cäsars Monarchie und das Prinzipat des Pompeius (1919), där Meyer i polemik mot Theodor Mommsens uppfattning, vill se förebilden till Augustus statstanke i den pompejanska av Cicero formulerade idékretsen. 
Tidigt fattade Meyer planen att ur historikerns synpunkt behandla kristendomens uppkomst. Förarbeten är i viss mån Die Israeliten (1906) och framför allt Ursprung und Geschichte der Mormonen (1912; Mormonerna: deras ursprung och historia, översättning August Carr, Geber, 1914), där han på kort tidsdistans följer en uppenbarelsereligions tillblivelse och typiska utveckling. Resultaten i det slutliga, ytterst grundliga verket Ursprung und Anfänge des Christentums (tre band, 1921-1923) har emellertid blivit starkt omstridda. 
Meyers framställningskonst är nykter och kärv, ibland grovhuggen, men verkningsfull genom berättelsens klarhet och bevisningens skärpa. Esteticism och djupsinnighet ligger honom mycket fjärran. Genom sin okuvliga forskarenergi och sin omutliga "common sense" har han nått en rangpalts vid Theodor Mommsens sida. 
Meyer invaldes 1923 som utländsk ledamot av Kungliga Vetenskapsakademien.